# دائرة عين الملح
دائرة عين الملح هي إحدى دوائر ولاية المسيلة الجزائرية.

## البلديات
تضمن دائرة عين الملح 5 بلديات، هي:
- بير الفضة
- عين فارس
- عين الريش
- سيدي محمد
- عين الملح